# Dave Legeno
Dave Legeno (12. oktober 1963 – juli 2014) var en engelsk skuespiller, bokser og MMA-deltager. Han er mest kendt for sin rolle som Fenris Gråryg i de tre sidste film i om Harry Potter; Harry Potter og Halvblodsprinsen og Harry Potter og Dødsregalierne - del 1 og del 2. Han har også medvirket i blandt andre Snatch og Batman Begins.
Han blev fundet død i Death Valley i Californien af to vandrere i juli måned 2014.

## Filmografi
- As Wonderland Goes By (2012) .... Nikita Andonov
- Snow White and the Huntsman (2012) .... Broch
- The Raven (2012) .... Percy
- The Halloween Kid (2011) .... Baseball Coach
- Big Fat Gypsy Gangster (2011) .... Gypsy Dave
- The Incident (2011) .... J.B.
- Harry Potter og Dødsregalierne - del 2 (2011) .... Fenris Gråryg
- Harry Potter og Dødsregalierne - del 1 (2001) .... Fenris Gråryg
- Bonded by Blood (2010) .... Jack Whomes
- Dead Cert (2010) .... Yuvesky
- Centurion (2010) .... Vortix
- 44 Inch Chest (2009) .... Brighton Billy (ukrediteret)
- Command Perfomance (2009) .... Oleg Kazov
- Harry Potter og Halvblodsprinsen (2009) .... Fenris Gråryg
- The Cottage (2008) .... The Farmer
- Elizabeth: The Golden Age (2007) .... Executioner
- Rise of the Footsoldier (2007) .... Big John
- Outlaw (2007) .... Ian Furlong
- Stormbreaker (2006) .... Bear
- Rollin' with the Nines (2006) .... Carl
- Hell to Pay (2005) .... Big Vic
- Batman Begins (2005) .... League of Shadows Warriors
- Snatch (2000) .... John

### Fjernsyn
- Titanic (2012) .... Seaman Davis (1 episode)
- Great Expectations (2011) .... Borrit (1 episode)
- Borgia (2011) .... Guidebaldo De Montefeltro (3 episoder)
- Washed Up (2011) .... Oscar Goldman (TV-film)
- Spooks (2010) .... Gilles Rigaut (1 episode)
- Lennon Naked (2010) .... Les (TV-film)
- The Fixer (2009) .... Marty (1 episode)
- West 10 LDN (2008) .... Older Man (TV-film)
- Emmerdale Farm (2007) .... Seamus Flint (1 episode)
- The Last Detective (2005) .... Justin (1 episode)
- EastEnders (2004–05) .... Tudor (2 episoder)
- The Bill (2002–03) .... Biker / Pete Wilson (2 episoder)
- Hope & Glory (2000) .... Nan Astley (1 episode)